# Clamator glandarius
El críalo europeo (Clamator glandarius) es una especie de ave cuculiforme de la familia Cuculidae que habita en el sur de Europa y Próximo Oriente en verano y que pasa el invierno en África. Como su pariente el cuco practica el parasitismo de puesta en los nidos de aves como las urracas y los estorninos. No se conocen subespecies.

## Descripción

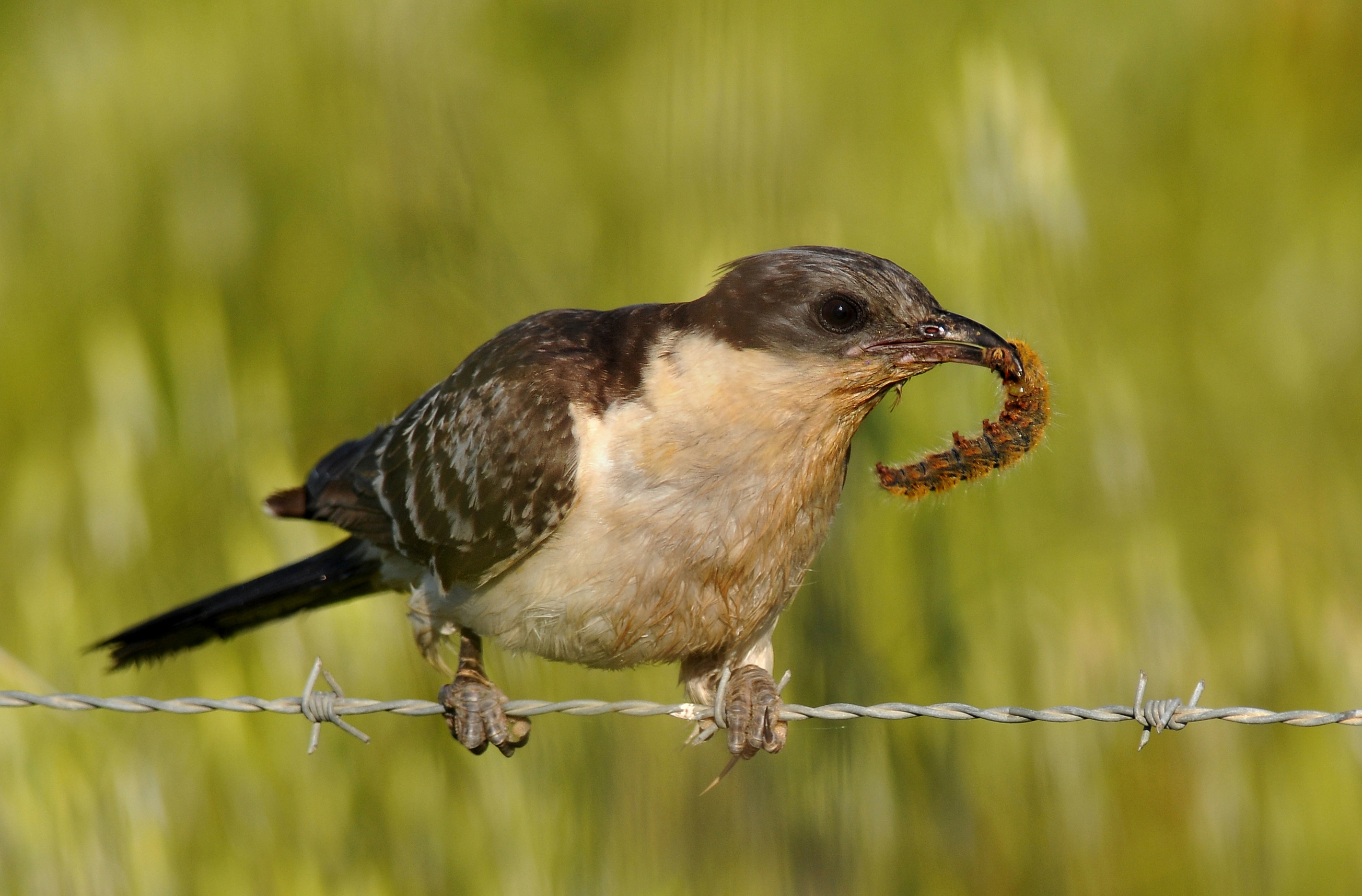
Adulto.

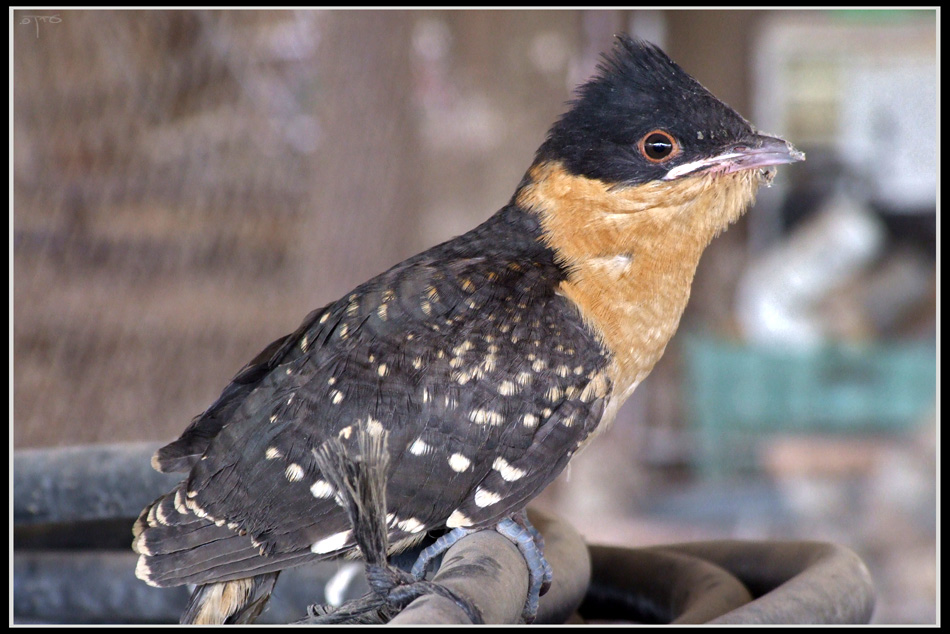
Juvenil en cautividad.

El críalo es ligeramente más grande que el cuco común, con una longitud de 35–39 cm, aunque parece mucho más grande por sus anchas alas y su cola larga y estrecha. Los adultos tienen las partes superiores de color pardo oscuro con un denso moteado blanco y con el píleo gris, donde presenta un llamativo penacho eréctil. Su pico negruzco es robusto y ligeramente curvado hacia abajo. Sus partes inferiores son principalmente blancas, aunque su garganta y partes superior del pecho son de color amarillento crema. Ambos sexos tienen un aspecto similar. Los juveniles tienen las partes superiores, incluido el píleo, negruzcas en lugar de pardas, y según las edades carecen de penacho o lo tienen más corto. El amarillo de sus partes inferiores es más intenso y más extendido que el de los adultos, y sus plumas primarias son de color castaño rojizo.

## Taxonomía y etimología
El críalo europeo se clasifica en la familia Cuculidae dentro del orden cuculiformes. Los cuculiformes son aves de tamaño mediano, con plumajes discretos y largas colas que tienen patas con dedos zigodáctilos (dos dirigidos hacia delante y dos hacia atrás). Los miembros de la familia Cuculidae suelen caracterizarse por poner sus huevos en los nidos de otras especies.
El críalo europeo fue descrito científicamente por Carlos Linneo en 1758 en la décima edición de su obra Systema naturae, con el nombre de Cuculus glandarius. En 1829 fue trasladado como especie tipo al género Clamator, creado por Johann Jakob Kaup.  Es una especie monotípica, es decir, no se reconocen subespecies diferenciadas.
El nombre de su género, Clamator, es la palabra latina que significa «gritador». El nombre de su especie también es de etimología latina, glandarius procede de la palabra glans (bellota) y literalmente significa «bellotero» aunque era el término del latín tardío usado para referirse al arrendajo (que come bellotas), y tiene un parecido superficial con el críalo. El nombre común en español del críalo es de origen onomatopéyico, ya que una de sus llamadas suena similar a kria kria.

## Comportamiento
Es un ave que vive en zonas arboladas abiertas cálidas. Se alimenta de insectos, especialmente orugas peludas que desagradan a muchas otras aves, arañas y pequeños reptiles

### Reproducción

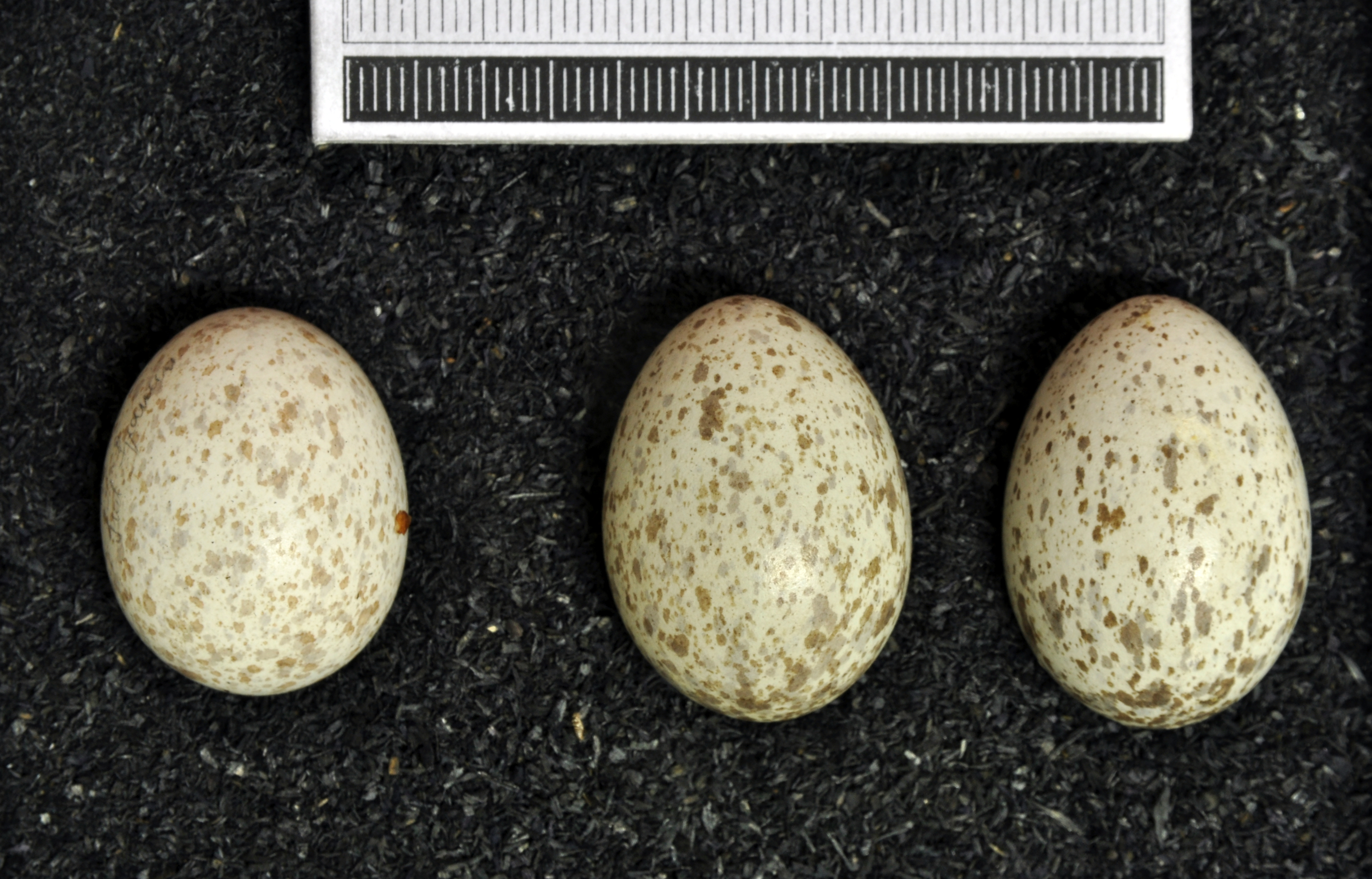
Colección de huevos en el Museum de Wiesbaden.

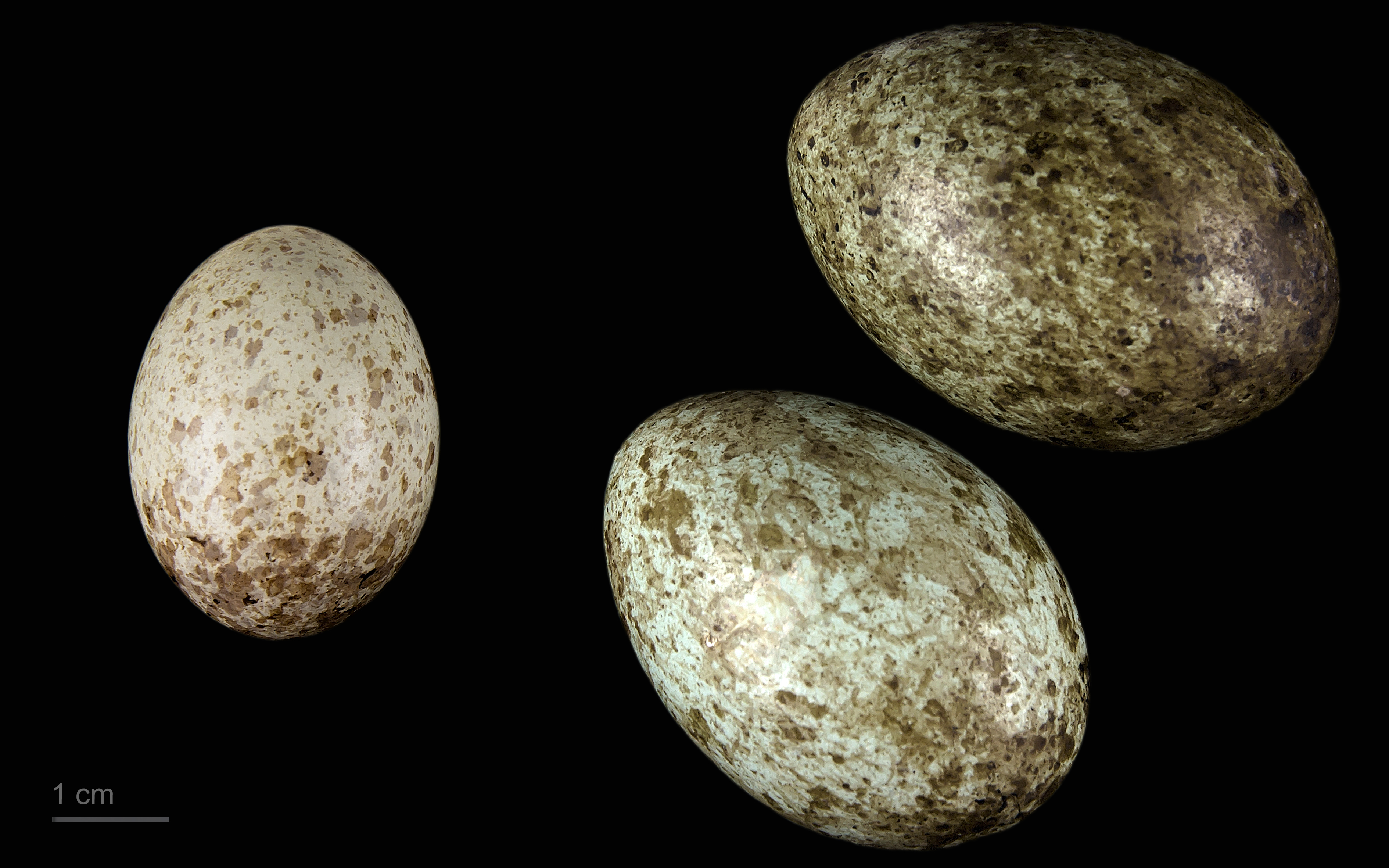
Clamator glandarius en un nido de Corvus cornix - MHNT

A diferencia del cuco común, ni la hembra ni los polluelos de críalo sacan del nido los huevos del huésped cuyo nido parasitan, pero a menudo algunas de las jóvenes urracas mueren por la falta de alimento que ocasiona la presencia de la cría de críalo. En compensación se sabe que los polluelos de críalo secretan un olor que repele a los depredadores que les acechan, y este repelente les protege tanto a ellos mismos como a los polluelos del huésped. Por ejemplo, los polluelos de corneja negra sobreviven más si un polluelo de críalo comparte su nido, ya que las rapaces y los gatos depredan con menos frecuencia los nidos con crías de críalo, pero los polluelos de corneja se benefician solo si los depredadores son muy activos en la zona y así se compensa la pérdida de alimento.